# Концерт для фортепіано з оркестром № 5 (Моцарт)
Концерт для фортепіано з оркестром № 5 Ре мажор (KV 175) Вольфганга Амадея Моцарта написаний 1773 року.
Складається з трьох частин:
1. Allegro
2. Andante ma un poco adagio
3. Rondo: Allegro